# CER Közép-Európai Vasúti Árufuvarozási, Kereskedelmi és Szolgáltató Zrt.
A  CER Közép-Európai Vasúti Árufuvarozási, Kereskedelmi és Szolgáltató Zrt., rövidítve CER Zrt. egy magyarországi székhelyű magán vasúttársaság.

## Története
A CER Zrt. 2004. augusztus 19-én alakult meg. Operatív működését 2005. április 15-én kezdte meg. A cég fő tevékenysége a vasúti áruszállítás. Székhelye Budapest.

## Tevékenysége
A CER Zrt. vasúti árufuvarozásokat végez zártvonatos továbbítási rendszerben belföldi, export-, import- és tranzitforgalomban. A társaság 2005-ben belföldi forgalomban 350 000 tonna lignitet szállított el Bükkábrány–Visonta viszonylatban. Az első nemzetközi fuvar egy német magánvasúttal együttműködve a Gladbeck– Štúrovo–Miskolc útvonalon bonyolódott le.
2006-tól Magyarország–Hollandia viszonylatban 350 ezer tonna, Lengyelország–Magyarország viszonylatban 120 ezer tonna árut szállított el, továbbá küldeményeket fuvaroz Németország és Románia között. A Dunai Finomító–Ostrava és Dunai Finomító–Pozsony viszonylatokban 2006-ban 90 ezer tonnát szállított el.
A 2006-os évi teljesítménye 573 ezer tonna, 187 millió árutonnakilométer.